# Izuagbe Ugonoh
Izuagbe „Izu“ Ugonoh (* 2. November 1986 in Stettin, Polen) ist ein polnischer Schwerathlet. Bis 2019 trat er professionell als Boxer im Cruiser- und Schwergewicht an, zudem gelang ihm als Kickboxer bei den Amateuren jeweils der Gewinn des Europa- und des Weltmeistertitels nach den Regeln des K-1. Seit 2020 tritt er als Mixed-Martial-Arts-Kämpfer im Schwergewicht der KSW an.

## Privates
Ugonoh kam als Sohn nigerianischer Eltern im polnischen Stettin zur Welt. Ursprünglich waren diese im Zuge eines bilateralen Austauschprogramms zum Studieren nach Polen gekommen. Als Jugendlicher wuchs Ugonoh in Danzig auf, wo er nach dem Abitur ein Studium an der örtlichen Sporthochschule absolvierte. Er selbst bezeichnet sich als dunkelhäutigen Polen, der sehr stolz darauf sei, Polen im Sport repräsentieren zu dürfen.

## Anfänge als Kickboxer
Ugonoh begann seine Schwerathletiklaufbahn im Danziger Sportverein GKSK Corpus als Kickboxer. Aufgrund seines eigenwilligen Stils wurde er von der Fachpresse mit dem niederländischen Kickboxer Remy Bonjasky verglichen. Er selbst orientierte sich allerdings am Stil des türkischen Kickboxers Gökhan Saki.
Der erste internationale Erfolg kam für ihn 2009 während der Kickboxweltmeisterschaft im österreichischen Villach. Ugonoh gewann hier die Goldmedaille nach Regeln des K-1 in der Gewichtsklasse bis 91 Kilogramm. Ein Jahr später wurde er schließlich nach einem Sieg während des im aserbaidschanischen Baku ausgetragenen Finales gegen den Aserbaidschaner Zamik Atakishiyev Europameister.

## Karriere als Boxer
Am 16. Oktober 2010 debütierte Ugonoh im klassischen Boxen im Cruisergewicht auf einer Gala für professionelle Boxer im polnischen Legionowo gegen den Litauer Igoris Papunia, den er in der ersten Runde durch Knockout schlug. Seinen zweiten Profikampf bestritt er am 10. November 2010 im polnischen Nysa gegen den Tschechen Pavel Habr, den er durch technisches Knockout besiegen konnte. Auch seine weiteren Kämpfe konnte Ugonoh durch Knockout gewinnen. Die einzigen Ausnahmen stellten zu Anfang seiner Laufbahn die beiden Siege nach Punkten gegen den Deutschen Rashid Raad am 2. April 2011 im polnischen Bromberg und den Polen Łukasz Rusiewicz am 23. Februar 2013 in Danzig dar. Ugonoh gehörte zu dieser Zeit als Profiboxer zum Boxstall Knockout Promotions des polnischen Promoters Andrzej Wasilewski und fungierte seinem Landsmann Przemysław Saleta als Sparringspartner.
2014 trainierte Ugonoh nach dem Auslaufen seiner bisherigen Promotionverträge unter der Leitung des US-Amerikaners Kenny Adams mit dem ehemaligen Schwergewichtsweltmeister Bermane Stiverne, dem er einige Zeit lang auch als Sparringspartner beistand. Nach einem längeren Aufenthalt in Las Vegas verlegte er sein Trainingslager im Herbst desselben Jahres zwischenzeitlich nach Auckland. Dort konnte er unter Leitung des neuseeländischen Promoters Kevin Barry erstmals im Schwergewicht antreten, wobei er alle bislang abgehaltenen Kämpfe für sich entschied. Mit seinem Sieg über den Ghanaer Ibrahim Labaran in der ersten Runde durch Knockout errang er 2015 den Titel des Schwergewichts-Interims-Weltmeisters der WBA Ozeanien und der WBO Afrika. Der ehemalige unumstrittene Schwergewichtsboxweltmeister Evander Holyfield lobte Ugonoh daraufhin als vielversprechenden Titelanwärter.
Seit 2015 besitzt Ugonoh eine offizielle Boxlizenz des US-Bundesstaates Nevada, mit der er auch in Las Vegas antreten kann. Seinen ersten Kampf innerhalb der USA absolvierte Ugonoh jedoch in Alabama. Er verlor die Aufeinanderkunft 2017 gegen den ehemaligen Goldmedaillengewinner Dominic Breazeale nach technischem Knockout in der fünften Runde. Im Jahr darauf kehrte Ugonoh für einen Kampf gegen den Kameruner Frederic Kassi in sein Heimatland Polen zurück, wo er ihn im Warschauer Nationalstadion durch technischen Knockout bezwang.
Ein für den 8. Dezember 2018 geplanter Kampf gegen den türkischen WBO-Europameister Ali Eren Demirezen, erstmals promotet durch Dariusz Michalczewski, wurde wegen des plötzlichen Todes von Ugonohs Trainer Andrzej Gmitruk kurzfristig abgesagt. Seinen bislang letzten Auftritt als Boxer hatte Ugonoh schließlich 2019 gegen seinen Landsmann Łukasz Różański, der ihn in der vierten Runde des Kampfes um die polnische Meisterschaft im Schwergewicht durch Knockout besiegen konnte.

## Umorientierung zum Mixed-Martial-Arts-Kämpfer
Am 11. Juli 2020 gab die polnische Mixed-Martial-Arts-Organisation Konfrontacja Sztuk Walki (KSW) bekannt, dass sie Ugonoh unter Vertrag genommen haben und er fortan in ihrer Schwergewichtsklasse kämpfen werde. Ugonoh gab sein Debüt für die KSW am 29. August 2020 in Warschau gegen den Franzosen Quentin Domingos. Er besiegte ihn durch technisches Knockout in der ersten Runde.
2021 sollte er während der Jubiläumsgala der KSW gegen den Norweger Thomas Narmo antreten. Der Kampf wurde jedoch aufgrund einer Kontusion Narmos abgesagt und der Deutsche Uğur Özkaplan als Ugonohs Ersatzkontrahent bekannt gegeben. Özkaplan erkrankte allerdings ebenfalls kurz vor dem Kampf, weshalb die Begegnung nur vier Tage vor dem angekündigten Termin abgesagt werden musste. Als Ugonohs nun mehr tatsächlicher Gegner stand am 24. April 2021 sein Landsmann Marek Samociuk im Ring. Dieser besiegte Ugonoh in der zweiten Runde durch technisches Knockout. Die am 28. Mai 2022 gegen Samociuk abgehaltene Revenge verlor Ugonoh ebenfalls durch technisches Knockout.

## Trivia
Ugonohs Boxkämpfe wurden im polnischen Fernsehen exklusiv von dem Sender Polsat Sport ausgestrahlt, dem er gelegentlich auch als Co-Moderator zur Verfügung steht. Seit 2005 hat Ugonoh darüber hinaus in unterschiedlichen polnischen Fernseh- und Filmproduktionen regelmäßig Gastauftritte absolviert. So spielte er unter anderem in einem Film des Regisseurs Jan Jakub Kolski mit und trat 2010 in einem Werbeeinspieler für ein Sportgetränk auf. Im selben Jahr fungierte er zudem als Model für die Werbekampagne eines polnischen Bekleidungsherstellers. Zwischen 2015 und 2016 trat er über dies mit der Tänzerin Hanna Żudziewicz in der polnischen Edition des Showformats Dancing with the Stars auf. Seit 2023 moderiert er die polnische Castingshow Królowa Przetrwania beim Sender TVN 7.
Ugonoh zählt zu einer großen Gruppe vor allem nigerianischstämmiger Personen, die in Polen regelmäßig im öffentlichen Leben stehen. Hierzu gehören insbesondere die Fernsehmoderatoren Olimpia Ajakaiye und Rogers Cole-Wilson, die Schauspielerinnen Aleksandra Szwed und Patricia Kazadi, der ehemalige Fußballnationalspieler Emmanuel Olisadebe, die beiden Politiker John Godson und Killion Munyama sowie der Musiker August Agbola O’Browne. Seine in Danzig geborene Schwester Osuenhe Ugonoh gewann 2014 zudem die polnische Edition des Castingformats Next Topmodel.
Seit 2023 ist Ugonoh mit der polnischen Medienproduzentin Antonina Ugonoh, geborene Banaś, verheiratet. Beide leben in Warschau.

## Bilanz als Profiboxer
18 Siege, 2 Niederlagen und 0 Remis.
| Ergebnis | Bilanz | Gegner             | Entscheidung | Runde | Datum      | Austragungsort   |
| -------- | ------ | ------------------ | ------------ | ----- | ---------- | ---------------- |
| Niederl. | 18-0-2 | Łukasz Różański    | KO           | 4/10  | 06.07.2019 | Rzeszów          |
| Sieg     | 18-0-1 | Frederic Kassi     | RTD          | 3/10  | 25.05.2018 | Warszawa         |
| Niederl. | 17-0-1 | Dominic Breazeale  | TKO          | 5/10  | 25.02.2017 | Birmingham       |
| Sieg     | 17-0-0 | Grégory Tony       | TKO          | 2/10  | 01.10.2016 | Auckland         |
| Sieg     | 16-0-0 | Ricardo H. Ramírez | KO           | 4/10  | 21.07.2016 | Christchurch     |
| Sieg     | 15-0-0 | Vincente Sandez    | KO           | 1/10  | 05.12.2015 | Hamilton         |
| Sieg     | 14-0-0 | Ibrahim Labaran    | TKO          | 1/10  | 15.10.2015 | Auckland         |
| Sieg     | 13-0-0 | William Quarrie    | KO           | 2/10  | 01.08.2015 | Invercargill     |
| Sieg     | 12-0-0 | Julius Long        | UD           | 8/8   | 13.06.2015 | Palmerston North |
| Sieg     | 11-0-0 | Thomas Peato       | TKO          | 2/6   | 05.03.2015 | Manukau City     |
| Sieg     | 10-0-0 | Junior M. Iakopo   | TKO          | 2/6   | 16.10.2014 | Auckland         |
| Sieg     | 9-0-0  | Łukasz Rusiewicz   | UD           | 6/6   | 23.02.2013 | Gdańsk           |
| Sieg     | 8-0-0  | Mathieu Monnier    | TKO          | 6/6   | 08.12.2012 | Katowice         |
| Sieg     | 7-0-0  | Björn Blaschke     | TKO          | 6/6   | 17.03.2012 | Krynica-Zdrój    |
| Sieg     | 6-0-0  | Florians Strupits  | TKO          | 1/6   | 03.12.2011 | Warszawa         |
| Sieg     | 5-0-0  | Fatih Ceyhan       | RTD          | 3/4   | 12.11.2011 | Gdynia           |
| Sieg     | 4-0-0  | Patrick Berger     | TKO          | 2/4   | 15.10.2011 | Katowice         |
| Sieg     | 3-0-0  | Rashid Raad        | UD           | 4/4   | 02.04.2011 | Bydgoszcz        |
| Sieg     | 2-0-0  | Pavel Habr         | TKO          | 1/4   | 20.11.2010 | Nysa             |
| Sieg     | 1-0-0  | Igoris Papunia     | KO           | 1/4   | 16.10.2010 | Legionowo        |